# 切列夫基 (奧夫魯奇區)
51°18′51″N 28°24′21″E / 51.31417°N 28.40583°E
切列夫基（烏克蘭語：Черевки），是烏克蘭北部的村莊，隸屬日托米爾州的科羅斯滕區。該村始建於1677年，面積1.72平方公里，海拔高度186米，2001年人口497，人口密度每平方公里288.45人。